# Kanton Andrésy
Der Kanton Andrésy war von 1985 bis 2015 ein französischer Wahlkreis im Arrondissement Saint-Germain-en-Laye, im Département Yvelines und in der Region Île-de-France; sein Hauptort war Andrésy.

## Gemeinden
Der Kanton umfasste drei Gemeinden:
| Gemeinde              | Einwohner Jahr | Fläche km² | Bevölkerungsdichte | Code INSEE | Postleitzahl |
| --------------------- | -------------- | ---------- | ------------------ | ---------- | ------------ |
| Andrésy               | 12.249 (2013)  | 6,91       | 1773 Einw./km²     | 78015      | 78570        |
| Chanteloup-les-Vignes | 10.013 (2013)  | 3,33       | 3007 Einw./km²     | 78138      | 78570        |
| Maurecourt            | 4.411 (2013)   | 3,65       | 1208 Einw./km²     | 78382      | 78780        |